# 6-й Восточноазиатский саммит
6-й Восточноазиатский саммит прошел в Индонезии на острове Бали 18–19 ноября 2011 года.

## Присутствовавшие делегации
В саммите приняли участие главы государств и главы правительств восемнадцати стран:

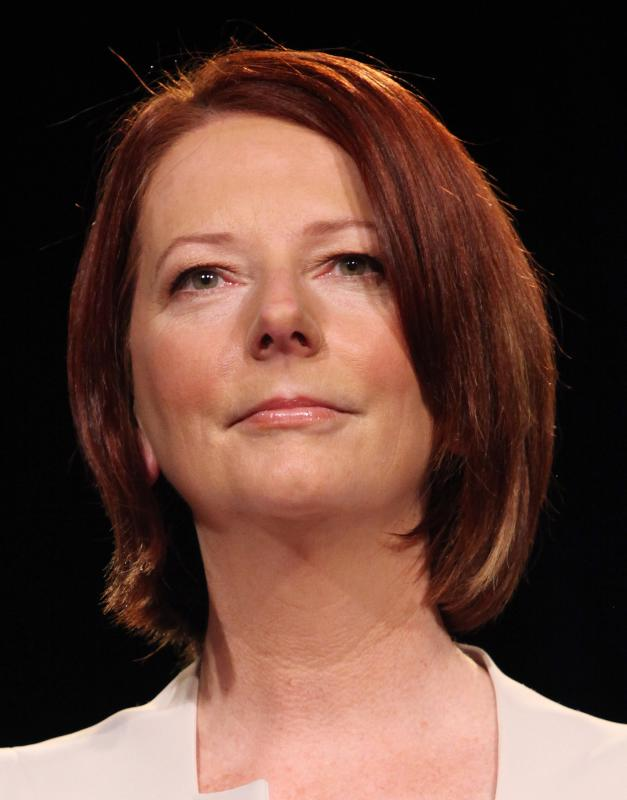
Джулия Гиллард (Премьер-министр)
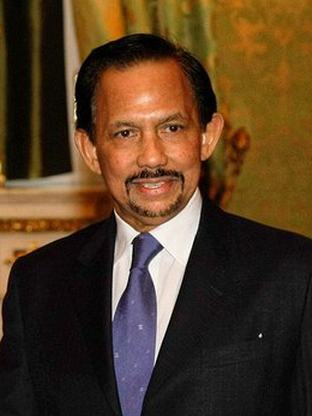
Хассанал Болкиах (Султан и премьер-министр)
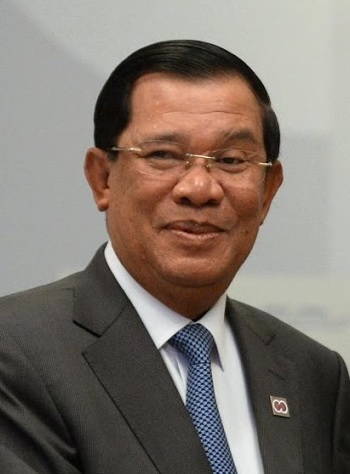
Хун Сен (премьер-министр)
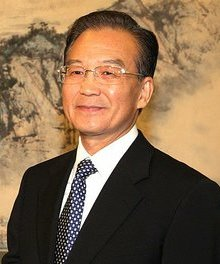
Вэнь Цзябао (Премьер-министр)
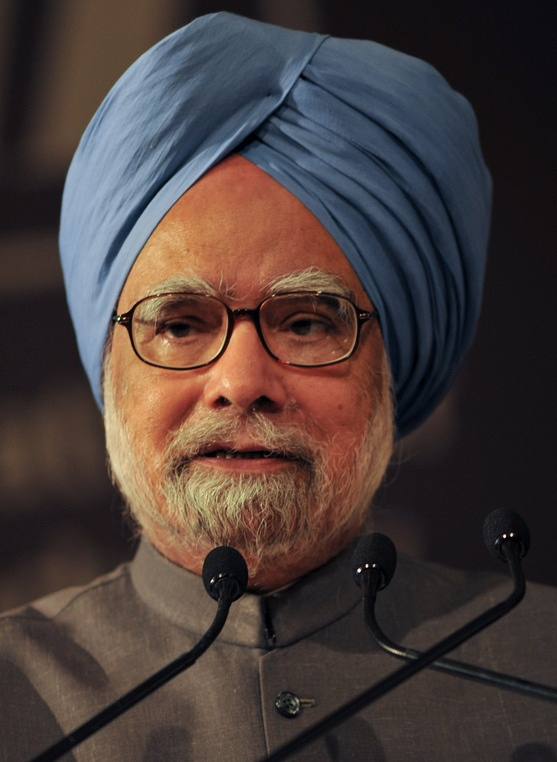
Манмохан Сингх (Премьер-министр)
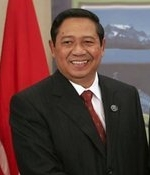
Сусило Бамбанг Юдхойоно (Президент)
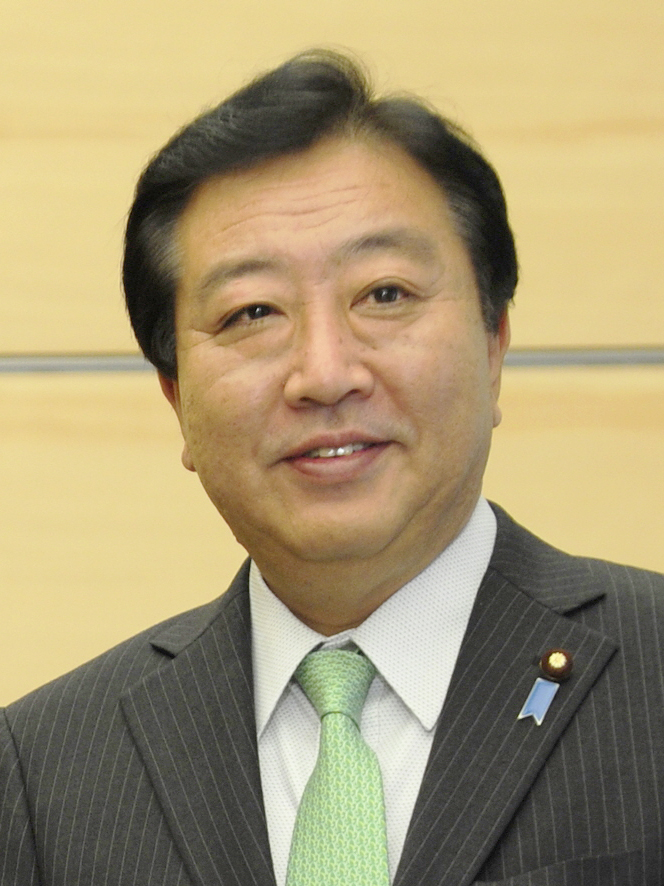
Ёсихико Нода (Премьер-министр)
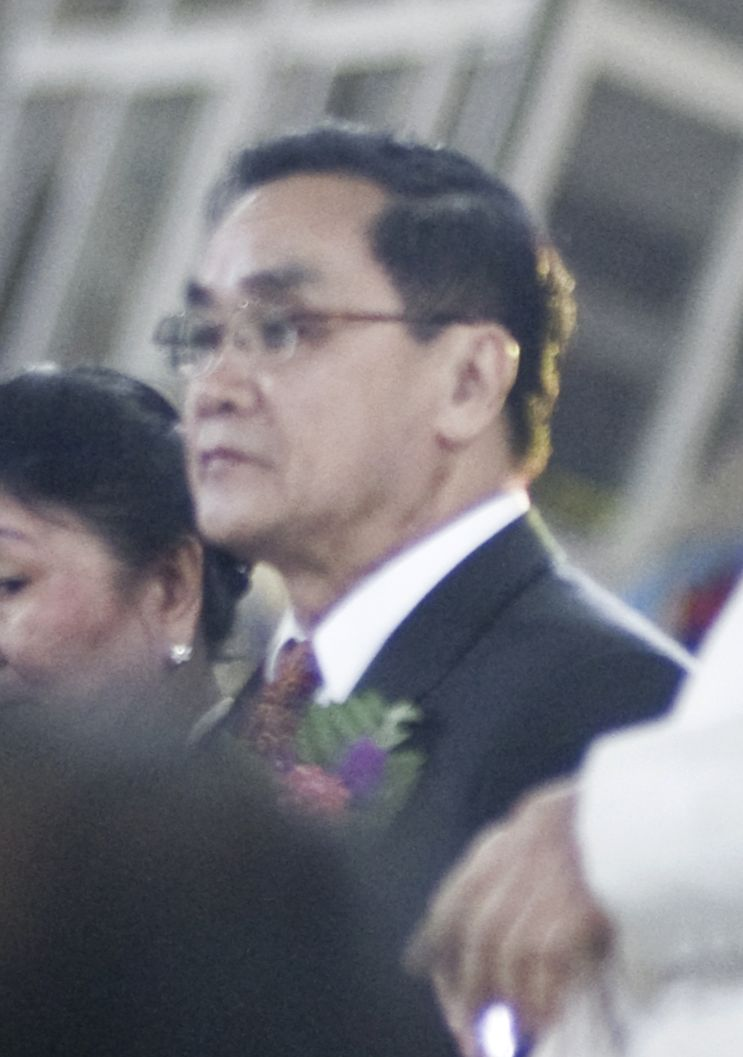
Тонгсинг Таммавонг (премьер-министра)
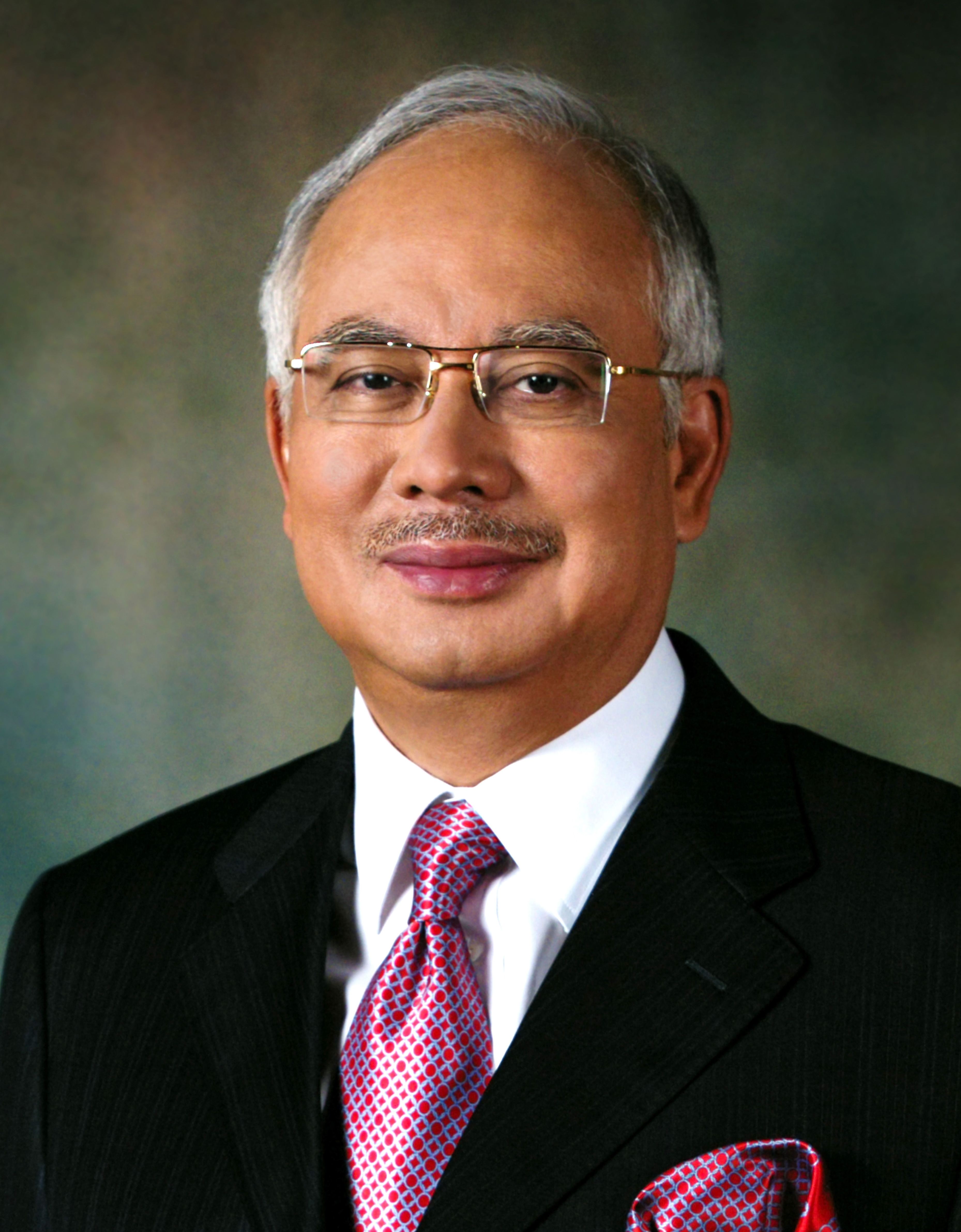
Наджиб Тун Разак (Премьер-министр)
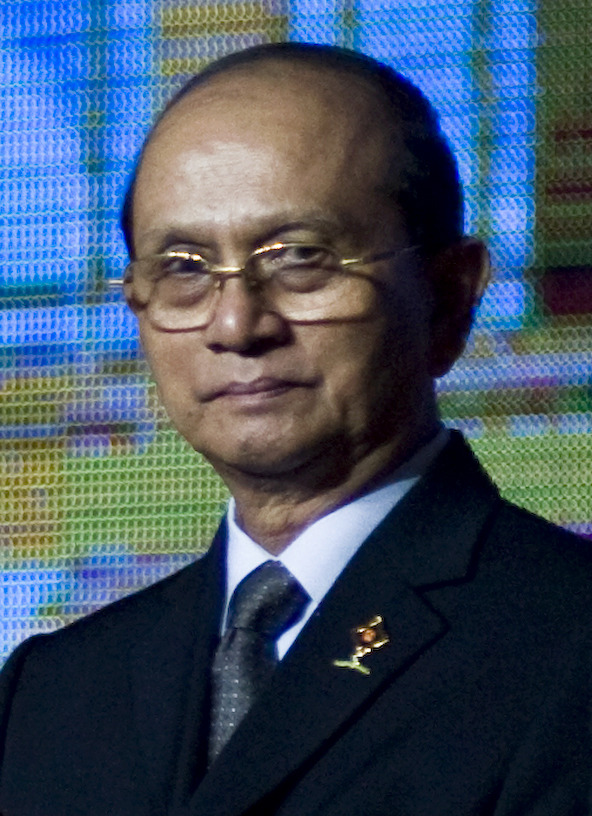
Тейн Сейн (Президент)
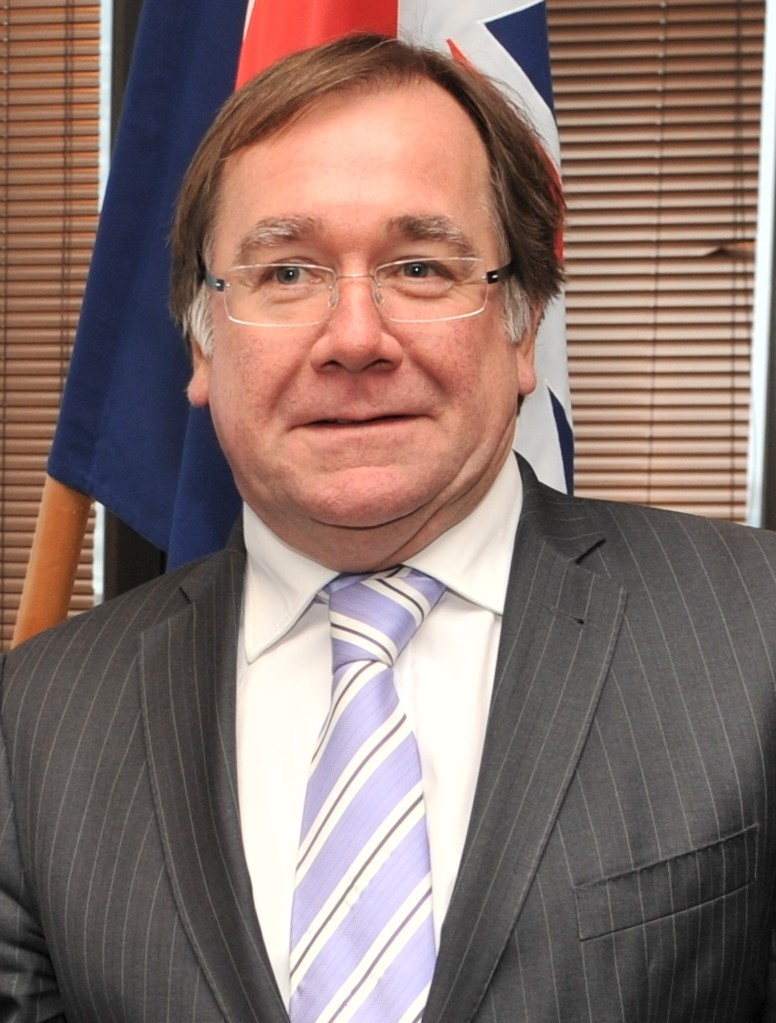
Мюррей Маккалли (Министр иностранных дел)
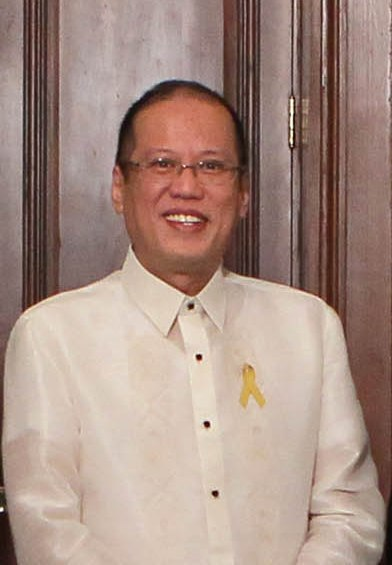
Бениньо Акино III (Президент)
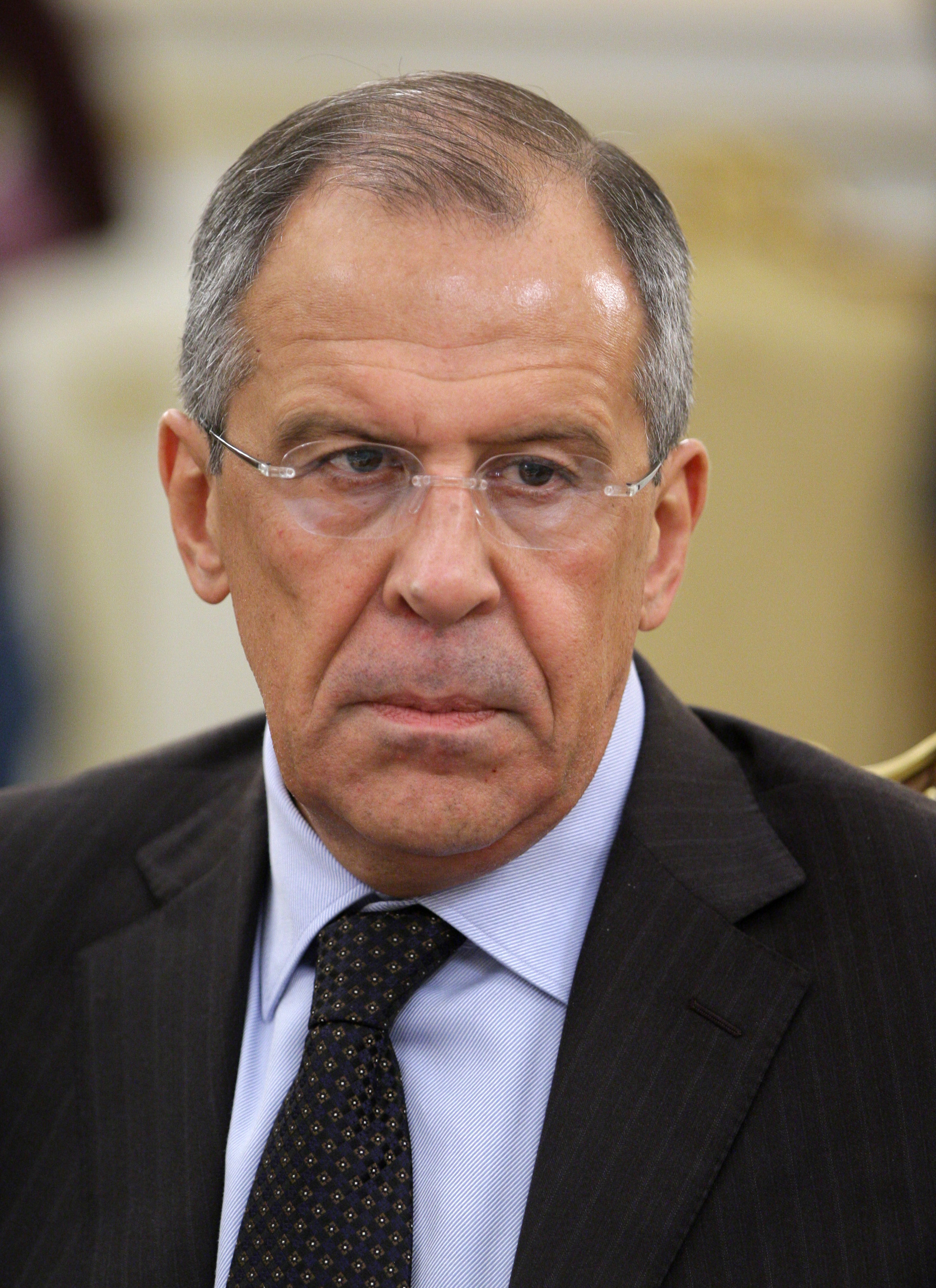
Сергей Лавров (Министр иностранных дел)
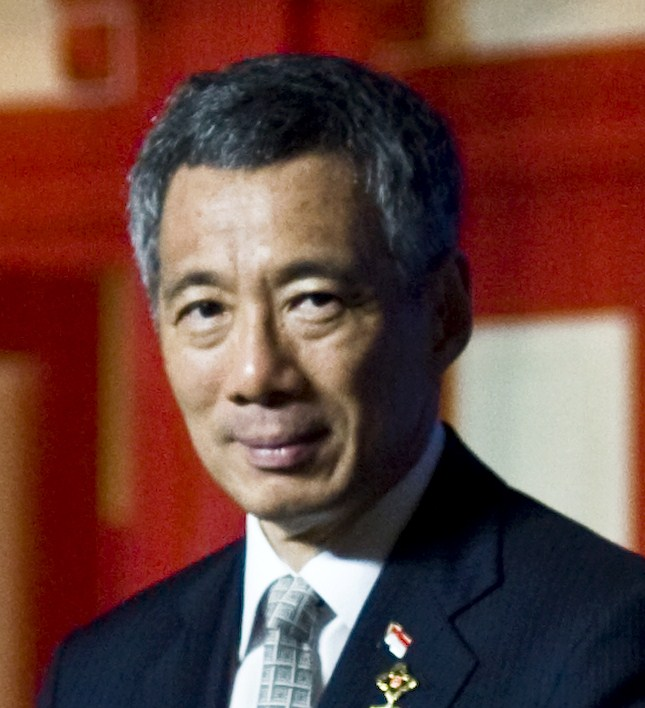
Ли Сянь Лун (Премьер-министр)
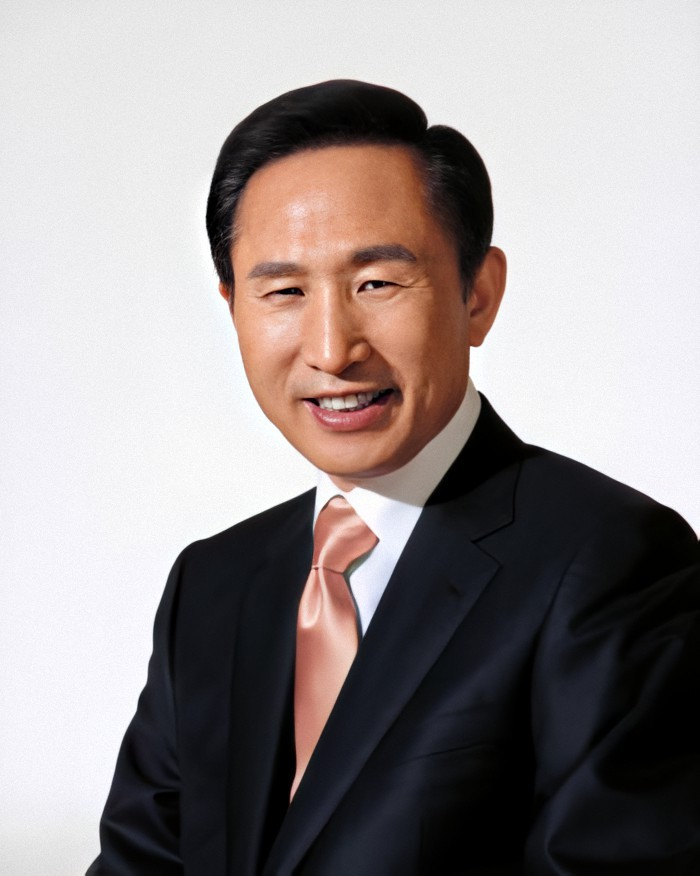
Ли Мён Бак (Президент)
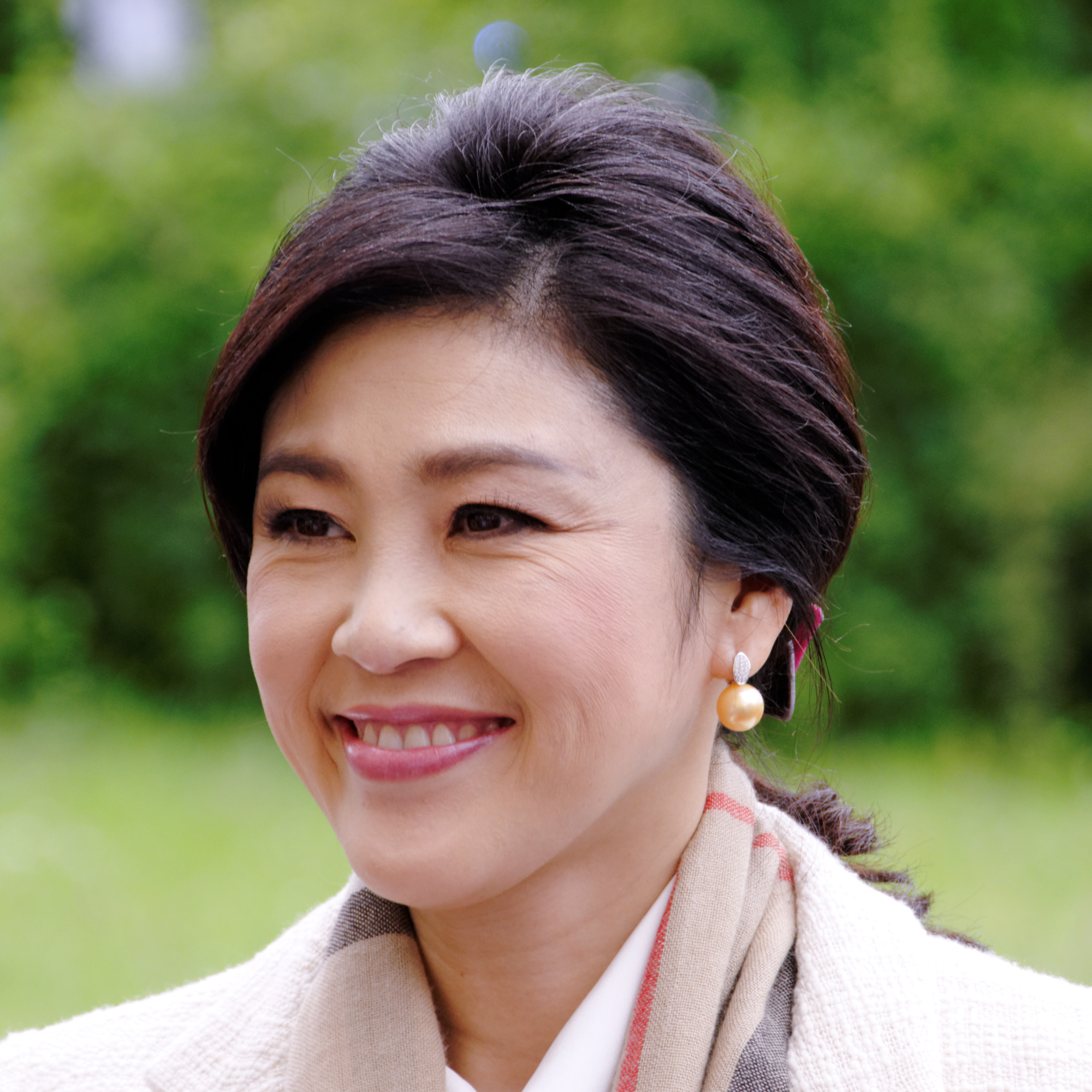
Йинглак Чинавата (Премьер-министр)
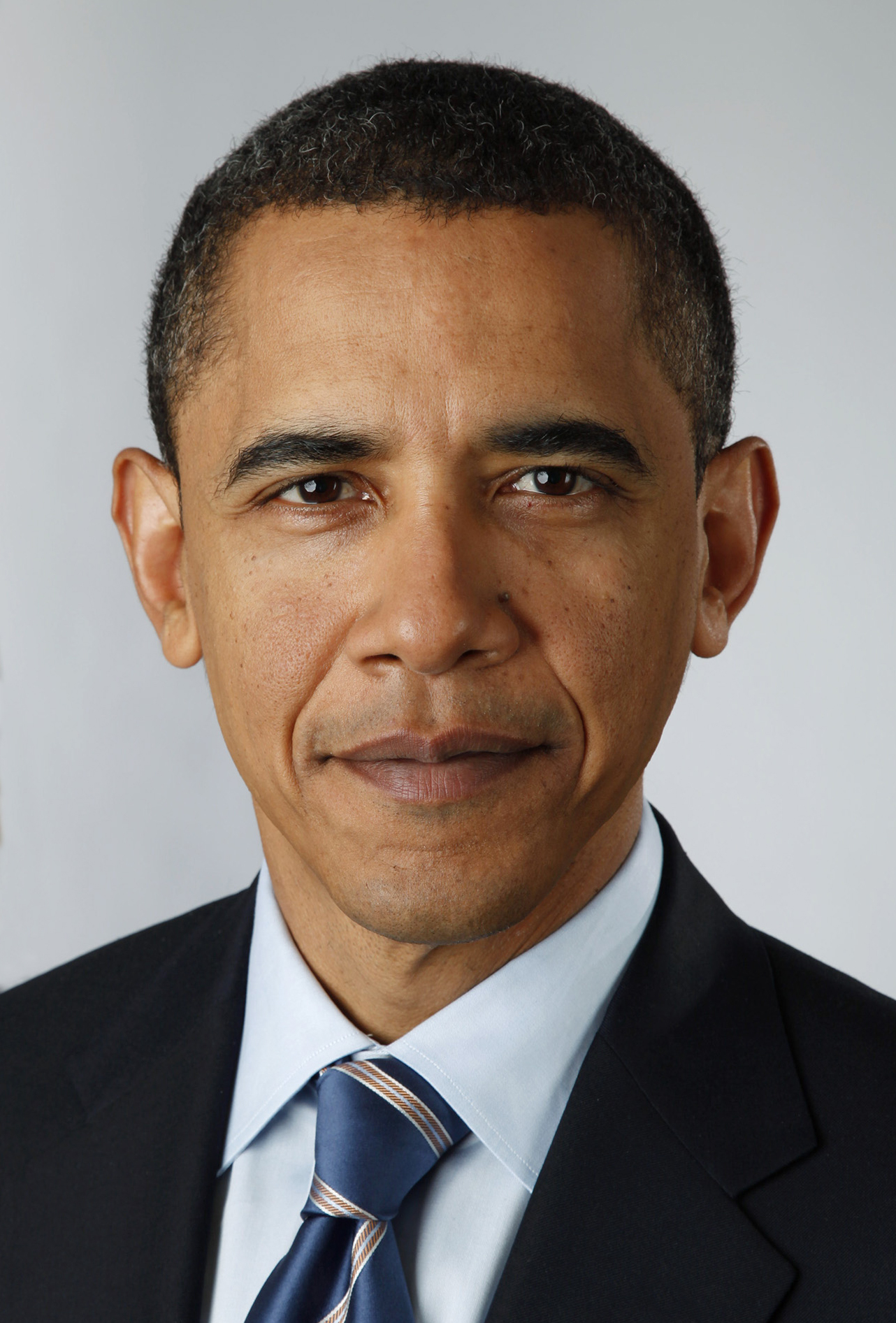
Барак Обама (Президент)

## Повестка

### Переориентация США
Президент США Барак Обама совершил инаугурационный визит на Шестой Восточноазиатский саммит, подчеркнув, что Соединенные Штаты вновь сосредоточили внимание к Азиатско-Тихоокеанскому региону, несмотря на бюджетные ограничения Конгресса и сокращения расходов. Это включало расширение военного присутствия в северной Австралии, что вызывало настороженность у некоторых стран региона, например таких как Индонезия и Китай.
Госсекретарь Хиллари Клинтон совершит первый официальный визит США в Мьянму (Бирму) за более чем 50 лет.

### Военные учения США в северной Австралии
Премьер-министр Австралии Гиллард провела переговоры с президентом Индонезии Сусило Бамбангом Юдхойоно по поводу военного учебного центра Соединенных Штатов в Дарвине, который не выполнял военных целей и был возведён там, чтобы помочь в ликвидации последствий стихийных бедствий и укрепить давние оборонные связи с Соединенными Штатами через ANZUS. В ответ на размещение центра, президент Сусило Бамбанг Юдхойоно сообщил премьер-министру Австралии, что в грядущих оборонительных учениях должны участвовать страны АСЕАН, а также Китай, так как это поможет снизить напряженность в регионе и укрепить доверие между странами.
Премьер-министр Австралии также провела переговоры с премьер-министром Китая Вэнь Цзябао, чтобы снизить опасения вокруг оборонных договоренностей её страны с США. Так же она заявила, что Австралии всегда будет союзником Вашингтона и другом Пекина.

### Региональные морские разногласия
Соединенные Штаты заявили, что поддерживают многосторонние переговоры на региональной основе для обеспечения мирного разрешения споров в Южно-Китайском море, несмотря на то, что страна не оказывает поддержки какой-либо стороне территориального спора и утверждает, что не принимает к споре ничьей стороны. Китай подтвердил, что морской спор должен решаться на двусторонней основе со всеми вовлеченными странами, без привлечения каких-либо внешних сил, которые будут рассматриваться им как вмешательство во внутренние дела и приведёт к дополнительному обострению в регионе. Китай считает, что Соединенные Штаты выносят территориальный спор на рассмотрение с целью сдерживания растущего экономического и политического влияния Китая в регионе. Китай подчеркивает, что стремится работать с соседними странами для достижения соглашений по морским спорам.
Обеспокоенность небольших стран по поводу растущего влияния северного соседа позволила Соединенным Штатам принять активное участие в политике региона и поддержать их интересы, в противовес влиянию Китая.

### Мьянма
Президент Обама заявил, что в ближайшие несколько недель отправит госсекретаря Хиллари Клинтон в Мьянму для участия в диалоге по улучшению отношений страны с Соединенными Штатами. Бирманское правительство находится под гражданским управлением с марта 2011 года. Соединенные Штаты подчеркнули, что Китай был извещён, что речь идёт о визите, а не о замене прочных связей Мьянмы с Китаем. Он, в свою очередь, заявил, что желает видеть у своих границ стабильную Мьянму и снизить риски политическая нестабильности и прилива беженцев. Китай также напомнил, что является давним сторонником богатой ресурсами Мьянмы и оказывает ей финансовую и инвестиционную поддержку. Бирманское правительство отреагировало, что оно продолжит идти по пути открытости и гласности путём ослабления политических ограничений и освобождения политических заключенных.
Мьянма была выбрана в качестве принимающей стороны саммита АСЕАН, который состоялся в 2014 году, несмотря на опасения правозащитных групп, что проведённых там реформ всё ещё недостаточно. Другие страны заявили, что предоставление председательства на конференции АСЕАН побудит гражданское правительство Мьянмы продолжать демократизации страны, которая была экономически и политически изолирована.